# Micropentila mabangi
Micropentila mabangi är en fjärilsart som beskrevs av Bethune-Baker 1904. Micropentila mabangi ingår i släktet Micropentila och familjen juvelvingar. Inga underarter finns listade i Catalogue of Life.